# Веселий Кут (Брянська область)
Веселий Кут (рос. Весёлый Кут) — селище у Брасовському районі Брянської області Росії. Входить до складу муніципального утворення Локотське міське поселення.
Населення — 1 особа.
Розташоване за 1,5 км від північно-західної околиці селища міського типу Локоть, біля залізничної лінії Брянськ-Льгов.

## Історія
Виник у 1920-ті роки; до 1975 року входив до складу Брасовської, Сниткінської сільради.

## Населення
За найновішими даними, населення — 2 особи (2013).
У минулому чисельність мешканців була такою:
| Роки      | 1926 | 1979 | 1989 | 2002 | 2010 |
| --------- | ---- | ---- | ---- | ---- | ---- |
| Населення | 78   | 41   | 17   | 2    | 2    |